# بافيه دي كورتاي
بافيه دي كورتاي (بالفرنسيَّة: Abel Pavet de Courteille) (و. 1821- ت. 1889). مُستشرق فرنسيّ اختصَّ باللُّغة التُّركيَّة، هو حفيد المستشرق الكبير دي ساسي من جهة والدته، واسمها صوفي سلفستر. أتمّ دُروسَه في مدرسة فرساي، وأخذ اللّغات السّاميَّة عن الأب فيللون -الذي أصبح فيما بعد أُسقُفًا على ماينس- ثُمَّ سافرَ إلى باريس وتضلَّع باللًغات الشَّرقيَّة، التي درسها على أساتذته: كاترمير، برسفال، ورينو. وفي مدرسة شباب اللُّغات أَعدَّ نفسَهُ للسَّفر إلى الشَّرق، وانصَبَّت عنايَتُه على الآداب التُّركيَّة أكثر مِن غيرها. كوفئ على نشاطِه بانتخابه عُضوًا في مجمع الكتابات والآداب، وعُضوًا مُراسِلاً لمجمع العُلوم في بُطرُسبُرغ عام 1889.

## آثارُه
- نشرَ وصايا نابي إِفِندي لابنِهِ أبي الخير، باريس، 1857.
- تاريخ معرفة مهاج لكمال باشا زادِه، باريس، 1859.
- معجم تُركي-عربي، 1870.
- مِعراج محمّد ومُعجزاته، 1888.
- تعاون مع دي مينار في تحقيق وفهرست كتاب مروج الذَّهب ومعادِن الجوهر للمسعودي، في تسعة مجلّدات، باريس، 1861-1877.
- تَرجَمَ رسائل بابُر: بابُر نامه ونشرها في باريس: موزينويف، 1871.
- نَشَرَ معراج نامه المنقولة من الويغري إلى اللُّغة العَربيَّة، باريس:ي. لاروس، 1882.
- حقَّق كتاب تذكرة الأولياء بمتنها الويغري، وشفعها بترجمة إلى الفرنسيَّة في مُجلَّدين، باريس، 1889-1890.